# Textilindustrie in Bangladesch
Die Textilindustrie in Bangladesch ist dort ein sehr bedeutender Wirtschaftsfaktor. Der Anteil am Bruttoinlandsprodukt beträgt mehr als 10 Prozent. 80 Prozent der Exporte des Landes werden in dieser Branche erwirtschaftet. Die Textilindustrie in Bangladesch ist wegen der schlechten Arbeits- und Produktionsbedingungen immer wieder in der Kritik, hat gleichzeitig aber zu einer Senkung der Armut und damit verbunden einer Erhöhung der Lebenserwartung und Senkung der Kindersterblichkeit beigetragen. Für die Textilindustrie ist in Bangladesch das Textil- und Juteministerium zuständig.
Nach China ist Bangladesch zweitgrößter Textilproduzent der Welt.

## Entwicklung, Umfang und Bedeutung
Bangladesch zählt zu den Niedriglohnländern, das seine Bevölkerung durch seine landwirtschaftliche Produktion allein nicht mehr ernähren könnte. Die Bevölkerung ist daher auf Arbeitsplätze in der Industrie angewiesen, um zu überleben.
Trotz der oft schlechten Bedingungen in der Bekleidungsindustrie wird sie von vielen Arbeitern oft der Beschäftigung in der Landwirtschaft vorgezogen, da in der Landwirtschaft Arbeitsverhältnisse vorkommen, die noch schlechter sind. In Bangladesch sind etwa 3,5 Millionen Textilarbeiter beschäftigt, 80 Prozent davon sind Frauen. Bis zu 20 Millionen Menschen, etwa ein Achtel der Bevölkerung, sind direkt oder indirekt von der Textilindustrie abhängig.
Nach Medienberichten gibt es Stand 2023 mehr als 3.500 Textilfabriken im Land. Bangladesch exportiert jährlich Kleidung im Wert von etwa 15 Milliarden Euro an westliche Ketten. Die Europäische Union ist der größte Handelspartner. Unternehmen der Modeindustrie haben in den vergangenen Jahren zunehmend ihre Produktion nach Bangladesch verlagert. Das Land ist der drittgrößte Exporteur von Kleidung nach Europa. So stammen etwa 9 % aller Textilimporte nach Europa (EU 15) aus Bangladesch. Es gibt einen Trend eines weiteren Ausbaus, wie eine Studie von McKinsey nahelegt, in der unter anderem führende Einkaufschefs in Europa und den USA befragt wurden.

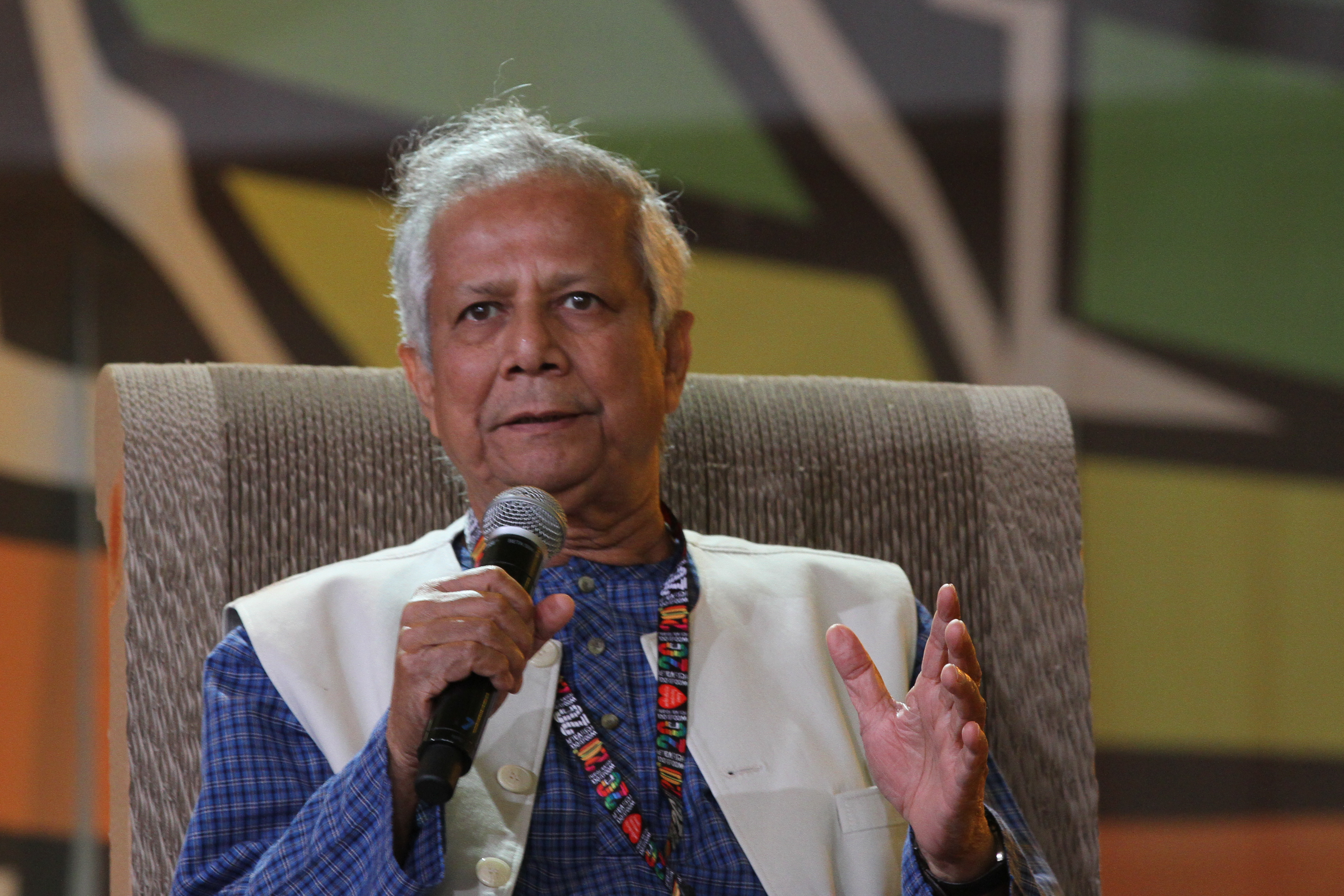
Muhammad Yunus sprach sich gegen einen Boykott von Textilien aus Bangladesch aus

Anfang der 2000er Jahre setzte ein Boom der Textilindustrie in Bangladesch ein. Friedensnobelpreisträger Muhammad Yunus vertritt die These, dass die Arbeit in dieser Industrie zwar hart und unterbezahlt jedoch auch ein „fantastischer“ Beitrag zur Befreiung der Frauen sei, denn sie gebe ihnen die Chance aus absoluter Armut aufzusteigen. Tatsächlich hat sich das Land in den Jahren seit dem Aufstieg der Textilindustrie stark zum Positiven entwickelt. Das Millenniumsziel der Halbierung der Armut konnte 2013 erreicht werden. Die Lebenserwartung ist gestiegen, die Kindersterblichkeit gesunken, die Zahl der Kinder, welche eine Schule besuchen, stark gestiegen. Yunus sprach sich gegen einen Boykott von Bekleidung aus Bangladesch aus, da dies Arbeitsplätze und somit den sozialen Aufstieg der Näherinnen gefährde. Jedoch beklagte Yunus auch menschenverachtende Arbeitsbedingungen, wie sie sich etwa beim Einsturz des Fabrikgebäudes Rana Plaza gezeigt haben.

## Kritik und Forderungen an die Textilindustrie
Die Textilindustrie wird häufig dafür kritisiert, Verstöße gegen Menschenrechte zu begehen, die besonders bei Zulieferbetrieben von Textilherstellern alltäglich seien. Höhere Sicherheitsstandards, insbesondere beim Brandschutz, und Mindestarbeitsbedingungen werden eingefordert.
Auch die Arbeiter und Arbeiterinnen selbst demonstrieren für ihre Rechte. Nach dem Unglück von Sabhar haben sich hunderttausende Menschen zusammengeschlossen, um für strengere Sicherheitsstandards und bessere Arbeitsbedingungen zu kämpfen.
Die Probleme der Textilindustrie liegen nach Achim Berg in der Infrastruktur, den sozialen Bedingungen und den unzureichenden Arbeitsstandards sowie beim Fachkräftemangel und der Leistungsfähigkeit der Lieferanten.

## Unglücke und Todesfälle
Im Zusammenhang mit der Textilindustrie wird immer wieder von Unglücken und Todesfällen berichtet.
2009 wurde von einem Todesfall einer 18-jährigen Näherin berichtet, die an sieben Tagen in der Woche 13 bis 15 Stunden in einer Textilfabrik in Chittagong arbeitete und an Erschöpfung starb. In der Fabrik wurde vor allem für das Unternehmen Metro produziert. Der Konzern beendete daraufhin die Zusammenarbeit mit der Fabrik.
Bei einem Brand in der Tazreen-Kleiderfabrik im November 2012 kamen mindestens 117 Menschen ums Leben, mehr als 200 Menschen wurden verletzt.
Mehr als 50 Menschen wurden bei einem Brand in einer Textilfabrik in der Hafenstadt Chittagong verletzt.

### Unglück in Sabhar 2013
Beim Fabrikunglück in Sabhar, in der Nähe der Hauptstadt Dhaka, kamen über 1100 Menschen ums Leben. Ein Gebäude mit fünf Textilfabriken und 3000 Arbeitern war eingestürzt. Das Unglück ist das schwerste seiner Art in der Geschichte der Textilindustrie in Bangladesch. Funde belegen, dass dort Textilhändler wie KiK, Primark, Mango und Benetton produzieren ließen.
Infolge des Unglücks wurden in Bangladesch 18 gefährdete Fabriken geschlossen.

### Weitere Unglücke und Todesfälle
Anfang Oktober 2013 ereignete sich in einer Textilfabrik am Rande der Hauptstadt Dhaka ein Brand, welcher durch eine defekte Nähmaschine verursacht wurde. Bei dem Brand wurden ca. 7 Menschen getötet. Offenbar war die defekte Nähmaschine bereits mehrmals in Brand geraten. Bisher konnte das Feuer jedoch immer von den Arbeitern selbst gelöscht werden.
Anfang Mai des Jahres 2013 kamen bei einem weiteren Unglück in einer Textilfabrik acht Menschen ums Leben.

## Gewerkschaften, Organisationen und Engagement von Firmen
In Bangladesch gibt es die National Garments Workers Federation, die sich für bessere Bedingungen einsetzt.
Die Kampagne für Saubere Kleidung verfolgt dieselben Ziele, ebenso die Fair Wear Foundation.
So sind inzwischen auch zu fairen Bedingungen in Bangladesch produzierte Bekleidungsstücke erhältlich, die man an verschiedenen Textilsiegeln, wie zum Beispiel am GOTS-Siegel dem IVN Siegel oder dem Siegel der Fair Wear Foundation erkennen kann.
Firmen, die in Bangladesch nach eigenen Angaben fair produzieren, sind zum Beispiel People Tree, Jack Wolfskin, Schöffel, Vaude oder Hess Natur.
Auch bei Firmen, die sich nicht mit einem der genannten Siegel schmücken dürfen, gibt es teilweise Bestrebungen zur Verbesserung der Arbeitsbedingungen. Laut der Wochenzeitung Die Zeit lassen Ernsting’s family und Peek&Cloppenburg "in Bangladesch in anständiger Weise produzieren und zahlen neben den kargen Mindestlöhnen zumindest extra Boni".

## Reaktionen und Maßnahmen
1994 wurde in Bangladesch erstmals ein Mindestlohn beschlossen.
Nach heftigen Protesten beschloss im Jahr 2010 eine Kommission mit Vertretern von Regierung, Arbeitgebern und Gewerkschaften eine Erhöhung des Mindestlohns von 1700 Taka (etwa 19 Euro) pro Monat auf 3000 Taka (etwa 34 Euro). 2023 lag der Mindestlohn bei 8.000 Taka (etwa 68 Euro), die Textilarbeiter verlangen jedoch aufgrund der hohen Inflation eine Anhebung auf umgerechnet 195 Euro.
Infolge der Ereignisse im Frühjahr 2013 beschloss das Kabinett in Dhaka, dass es künftig Beschäftigten der Textilindustrie auch ohne Erlaubnis der Arbeitgeber möglich ist, Gewerkschaften zu gründen. Durch Textilminister Abdul Latif Siddiqui wurde eine weitere Erhöhung des Mindestlohns angekündigt. In Bangladesch liegt die Inflationsrate bei etwa 8 Prozent. 
Die Behörden in Bangladesch begannen damit, in 950 von einer Untersuchungskommission als potenziell gefährlich eingestuften Fabriken Sicherheitsstandards durchzusetzen. H&M und Inditex kündigten ihre Hilfe bei der Verbesserung von Brandschutz- und anderen Sicherheitsbedingungen in Fabriken an, in denen sie produzieren. Die Internationale Arbeitsorganisation (ILO), Gewerkschaften wie IndustriALL und andere handelten ein auf fünf Jahre angelegtes Abkommen aus („Accord on Fire and Building Safety in Bangladesh“), das die Stärkung der Arbeiterrechte, eine höhere Gebäudesicherheit, größeren Brandschutz, eine bessere Ausbildung sowie finanzielle Unterstützung beinhalte. Hunderte Textilfabriken sollen ab dem 14. Mai 2013 bis auf weiteres geschlossen bleiben.
Der Grünen-Bundestagsabgeordnete Uwe Kekeritz hat am 13. Mai eine Beschwerde gegen die Textilunternehmen KiK, C&A und Karl Rieker bei der nationalen Kontaktstelle der OECD in Berlin eingereicht. Kekeritz kooperierte für die Beschwerde mit medico international und der Berliner Menschenrechtsorganisation ECCHR. Er hält die deutschen Firmen mitverantwortlich für den Tod der Näherinnen.